# Muni
Muni (do roku 2013 muni.cz) s podtitulem měsíčník Masarykovy univerzity je specializovaný zpravodajský časopis o dění na Masarykově univerzitě vydávaný tiskovým odborem rektorátu Masarykovy univerzity. Vychází od roku 2005 v počtu deseti tištěných čísel ročně, přičemž v roce 2016 mělo jedno číslo 20 stran a  náklad 6 000 ks.
Současným šéfredaktorem časopisu je David Povolný.
K časopisu jsou přidruženy internetové zpravodajské portály online.muni.cz (on-line verze časopisu) a věda.muni.cz (zaměřený na popularizaci vědy, od února 2013), několik profilů na sociálních sítích, archiv tištěných čísel ve formátu PDF a aplikace pro iPad.
Prvním šéfredaktorem časopisu byl od vzniku časopisu před lednem 2005 do roku 2006 Václav Štětka, který udal měsíčníku směr. Ve vedení redakce ho v letech 2006–2012 následovala Petra Polčáková. Od roku 2012 je šéfredaktorem David Povolný, který působí v Muni jako redaktor již od roku 2005. S redakcí spolupracuje i tisková mluvčí Masarykovy univerzity Tereza Fojtová.
V roce 2012 získal časopis v soutěži Firemní médium roku pořádané Komorou Public Relations mezi firemními magazíny první místo v kategorii tiskovina veřejné a státní správy. Zpravodajský portál online.muni.cz se ve stejném ročníku v kategorii webové stránky umístil druhý.
Počínaje číslem červen 2016 začala být část obsahu časopisu (texty a fotografie) poskytována pod svobodnou licencí Creative Commons Uveďte autora 3.0 Česko.